# Aeroportul Municipal Merrill
Aeroportul Municipal Merrill (IATA: RRL, ICAO: KRRL, FAA LID: RRL) este un aeroport din Merrill, Comitatul Lincoln, Wisconsin, Wisconsin, Statele Unite ale Americii ce deservește zona Merrill. A fost numit după zona deservită.
Situat la o altitudine de 402 m, aeroportul dispune de 2 piste.

## Infrastructură

### Piste
Aeroportul dispune de 2 piste. Pista 07/25 are suprafața de asfalt și dimensiunile 5.100 picioare × 75 picioare. Pista 16/34 are suprafața de asfalt și dimensiunile 2.997 picioare × 75 picioare. 